# Château de Chamoy
Le château de Chamoy est un château situé à Chamoy, en France.

## Description

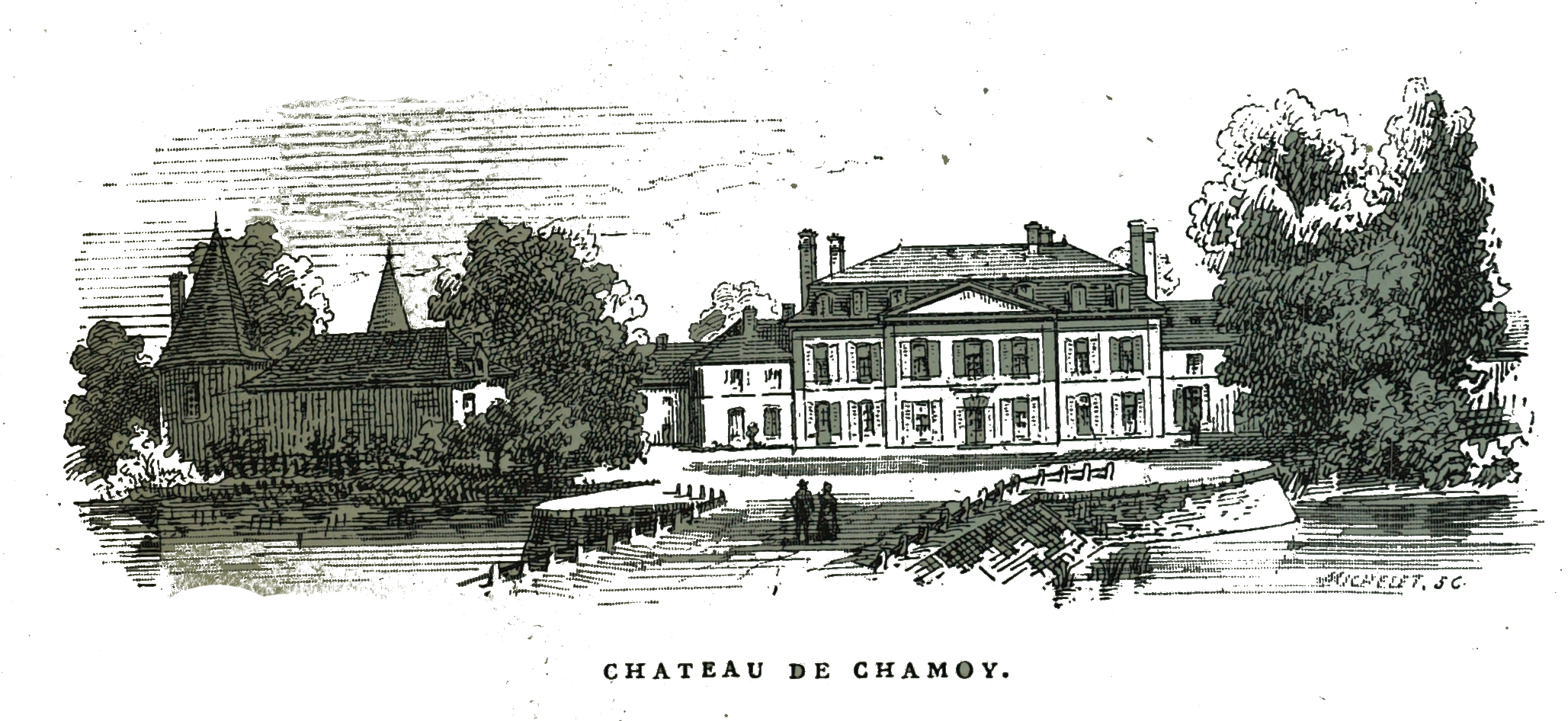
Le château fin XIXe siècle par Charles Fichot.

## Localisation
Le château est situé sur la commune de Chamoy, dans le département français de l'Aube derrière l'abside de l'église.

## Historique
La plus ancienne trace, écrite, nommait une maison forte au XIIIe siècle, le château fut surement remaniée au XVIe siècle car c'est de cette date que remonte la porte monumentale qui subsiste. Un remaniement des bâtiments fut fait sur demande de Louis Rousseau seigneur de la Lombardière entre 1680 et 1690. Le bâtiment actuel est construit entre 1828 et 1830 et présente un parc remarquable.
Le château avait une chapelle sous le vocable des saints Cosme et Damien, si les titres du seigneur furent brûlés en place publique lors de la Révolution, des documents de la chapelle étaient gardé en l'église paroissiale et avaient des enluminures présentées ci dessous.

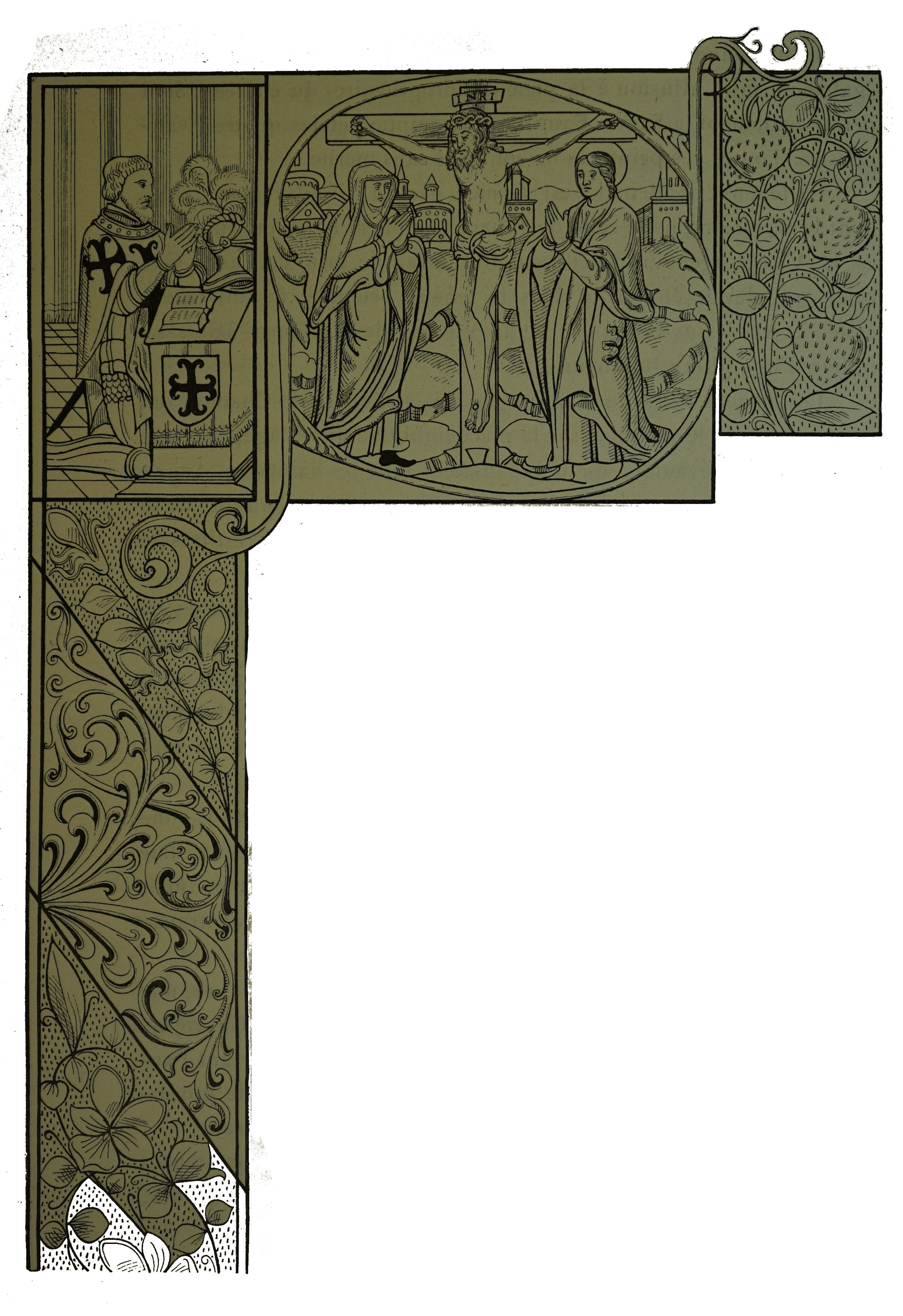
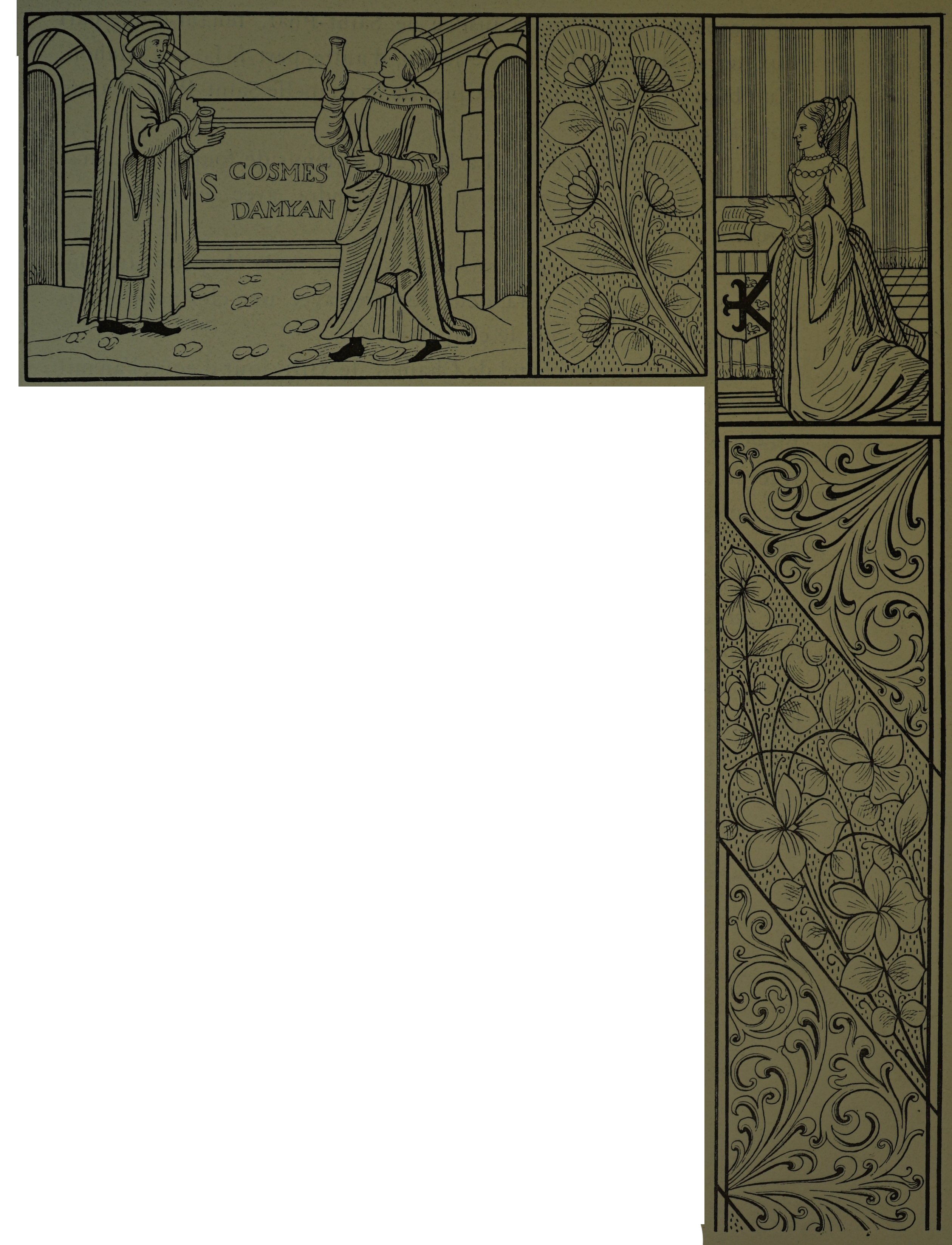